# Farasmanes II
Farasmanes II (em georgiano: ფარსმან; romaniz.: P'arsman; em grego: Φαρασμάνης; romaniz.: Pharasmánēs; m. 132), apelidado o Bom (em georgiano: ქველი; romaniz.: Kveli), foi um rei (mefe) do Reino da Ibéria da dinastia farnabázida, contemporâneo do imperador romano Adriano (r. 117–138). O professor Cyril Toumanoff sugere que governou de 116 a 132, enquanto William E. D. Allen propôs que reinou de 116 a 140. Aparece em vários relatos clássicos, bem como nas crônicas georgianas da Idade Média.

## Nome
Farasmanes (Pharasmanes) ou Faresmanes (Pharesmanes) são as formas latinas do georgiano Farsmane (ფარსმან, P'arsman). Foi registrado em armênio como Farsmane (Փարսման, Pʼarsman) e em grego como Farasrianes (Φαρασριάνης, Pharasriánēs), Faresrianes (Φαρεσριάνης, Pharesriánēs) e Farasmanes (Φαρασμάνης, Pharasmánēs).

## Vida
As crônicas georgianas da Idade Média relatam o governo conjunto de Farasmanes com Farasmanes Avaz, diarcas (uma fonte tem o par extra: Roque e Mitrídates), mas vários estudiosos modernos consideram a diarquia ibérica improvável, pois não é corroborada pelas evidências contemporâneas. Diz-se que Farasmanes era filho de seu antecessor, o rei Amazaspo I. Diz-se que se casou com Gadana, filha do rei Vologases I. De acordo com a medieval Vida dos Reis, a amizade tradicional dos dois diarcas foi arruinada por instigação da esposa iraniana de Mitrídates. Toumanoff considera esta informação uma retroprojeção da inimizade historicamente registrada de Farasmanes I e seu irmão Mitrídates da Armênia. A crónica continua então a história de uma aliança armeno-romana e da sua invasão da Ibéria, na qual Farasmanes encontrou sua morte.

### Reinado
Os anais reais georgianos  descrevem Farasmanes da seguinte maneira:
| “ | Farasmanes, o Valente, era um homem de bondade, abundância e compaixão, belo para sua idade, de corpo grande e forte, cavaleiro corajoso e guerreiro inspirador, destemido como incorpóreo e ainda maior do que todos os reis da Ibéria, que morreram antes dele. | ” |
|   | — Anais reais georgianos, e. 51, l. e. 2-3-4-5-6. |   |

Os autores clássicos contemporâneos, com um embasamento histórico mais sólido, focam nas relações desconfortáveis de Farasmanes com o Império Romano. Sabe-se que ele se recusou em 129 a ir e prestar homenagem ao imperador Adriano em Roma. De acordo com Élio Esparciano, um dos autores da História Augusta:
| “ | E quando alguns dos reis vieram até ele, os tratou de tal maneira que aqueles que se recusaram a vir se arrefenderam. Tomou esse curso especialmente por causa de Farasmanes, que havia desprezado arrogantemente seu convite. | ” |
|   | — Vida de Adriano, XIII. |   |

Farasmanes então viajou pelo Oriente e incitou os alanos a atacar as províncias romanas vizinhas, dando-lhes uma passagem através de seu reino, embora o imperador tivesse lhe enviado presentes maiores, incluindo um elefante de guerra, do que a qualquer outro rei do Oriente. Em seu pique, Adriano vestiu cerca de 300 criminosos com mantos bordados a ouro que faziam parte do presente de retorno de Farasmanes, e os enviou à arena. Segundo Esparciano:
| “ | Mostrou uma multidão de favores a muitos reis, mas de vários até comprou a paz, e por alguns foi tratado com desprezo; a muitos deu grandes presentes, mas nenhum maior do que ao rei dos ibéricos, pois a ele deu um elefante e uma banda de cinquenta homens, além de presentes magníficos. E tendo recebido grandes presentes de Farasmanes, incluindo alguns mantos bordados com ouro, enviou à arena trezentos criminosos condenados vestidos com mantos bordados com ouro como um insulto ao rei. | ” |
|   | — Vida de Adriano, XVII. |   |

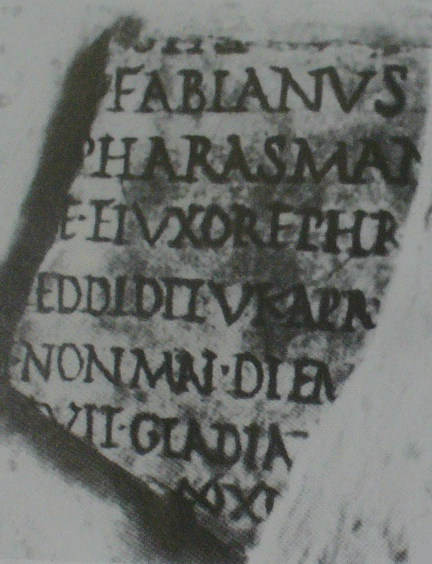
Fragmento dos Fastos Ostienses que menciona a visita de Farasmanes a Roma

Eventualmente, as fontes antigas relatam uma visita altamente honrada feita por Farasmanes ao sucessor de Adriano, Antonino Pio. De acordo com Dião Cássio, foi a Roma como convidado de Antonino Pio, junto com sua esposa, filho e nobre comitiva, onde foi especialmente honrado, sendo autorizado a sacrificar no Capitólio e ter sua estátua equestre no Templo de Belona, e também o imperador aumentou o território de seu reino. Este Farasmanes, no entanto, pode ter sido Farasmanes III, possível neto de Farasmanes II. Esta visita foi registrada num fragmento dos Fastos Ostienses.
De acordo com os Crônicas georgianas, Farasmanes foi envenenado pelo cozinheiro enviado pelos partos.
| “ | E então os persas tentaram ter alguma destreza, e trouxeram um cozinheiro, e prometeram-lhe uma grande dádiva, e disseram-lhe: 'Vá e sirva Farasmanes, o Valente, e leve consigo um remédio de morte, e misture-o com sua refeição e faça-o comê-lo'. E um cozinheiro foi e fez isso, como os persas lhe disseram para fazer. E foi assim que matou Farasmanes, o rei valente. | ” |
|   | — Crônicas georgianas, e. 53, l.e. 3-4-5-6-7. |   |